# D-alanin-alanil-poli(glicerolfosfat) ligaza
D-alanin-alanil-poli(glicerolfosfat) ligaza (EC 6.3.2.16, -alanil-alanil-poli(glicerolfosfat) sintetaza, D-alanin:membranski akceptor ligaza, D-alanilalanilpoli(fosfoglicerol) sintetaza, D-alanil-poli(fosfoglicerol) sintetaza, D-alanin-membranski akceptor-ligaza) je enzim sa sistematskim imenom D-alanin:alanil-poli(glicerolfosfat) ligaza (formira ADP). Ovaj enzim katalizuje sledeću hemijsku reakciju
ATP + -alanin + alanil-poli(glicerolfosfat) {\displaystyle \rightleftharpoons } ADP + fosfat + D-alanil-alanil-poli(glicerolfosfat)
Involved in the sinteza of teichoic kiseline.

## Literatura
- Nicholas C. Price; Lewis Stevens (1999). Fundamentals of Enzymology: The Cell and Molecular Biology of Catalytic Proteins (Third изд.). USA: Oxford University Press. ISBN 019850229X.
- Eric J. Toone (2006). Advances in Enzymology and Related Areas of Molecular Biology, Protein Evolution (Volume 75 изд.). Wiley-Interscience. ISBN 0471205036.
- Branden C; Tooze J. Introduction to Protein Structure. New York, NY: Garland Publishing. ISBN 0-8153-2305-0.
- Irwin H. Segel. Enzyme Kinetics: Behavior and Analysis of Rapid Equilibrium and Steady-State Enzyme Systems (Book 44 изд.). Wiley Classics Library. ISBN 0471303097.

## Spoljašnje veze
- D-alanine---alanyl-poly(glycerolphosphate)+ligase на 